# سفارة العراق في النمسا
سفارة العراق في النمسا هي أرفع تمثيل دبلوماسي لدولة العراق لدى النمسا. تقع السفارة في فيينا وهي تهدف لتعزيز المصالح العراقية في النمسا.

## وصلات خارجية
- قائمة سفارات العراق
- قائمة السفارات في النمسا